# Europese kampioenschappen mountainbike 2004
De Europese kampioenschappen mountainbike 2004 waren de veertiende editie van de Europese titelstrijd, en werden gehouden in Wałbrzych, Polen, van zondag 25 juli tot en met zondag 1 augustus 2004. Het toernooi begon met de marathonrace, een onderdeel dat voor de tweede keer op het programma stond bij de Europese kampioenschappen mountainbike. Ook de MTB-disciplines Trials, Four Cross en Downhill maakten opnieuw integraal onderdeel uit van de Europese titelstrijd.

## Programma
| Datum             | Tijd | Onderdeel                            |
| ----------------- | ---- | ------------------------------------ |
| zondag 25 juli    |      | Marathon                             |
| donderdag 29 juli |      | Teamestafette                        |
| donderdag 29 juli |      | Trial                                |
| vrijdag 30 juli   |      | Four Cross                           |
| zaterdag 31 juli  |      | Downhill                             |
| zaterdag 31 juli  |      | Cross Country (junioren en beloften) |
| zondag 1 augustus |      | Cross Country (elite)                |

## Trials

### Mannen (Elite)
- donderdag 29 juli

| №      | Naam             | Land | Punten   | Verschil |
| ------ | ---------------- | ---- | -------- | -------- |
| Goud   | Vincent Hermance | FRA  | 2 punten | —        |
| Zilver | Marc Caisso      | FRA  | 2 punten | —        |
| Brons  | Kenny Belaey     | BEL  | 6 punten | +4       |

### Mannen (U21)
| №      | Naam             | Land | Punten   | Verschil |
| ------ | ---------------- | ---- | -------- | -------- |
| Goud   | Florian Tournier | FRA  | 3 punten | —        |
| Zilver | Daniel Butler    | GBR  | 5 punten | +2       |
| Brons  | Bertrand Viboud  | FRA  | 7 punten | +4       |

## Marathon

### Mannen (Elite)
- zondag 25 juli (106 km)

| №      | Naam           | Land | Tijd     | Verschil |
| ------ | -------------- | ---- | -------- | -------- |
| Goud   | Thomas Dietsch | FRA  | 04.22.40 | —        |
| Zilver | Roland Stauder | ITA  |          | +00.23   |
| Brons  | Alban Lakata   | AUT  |          | +02.45   |

### Vrouwen (Elite)
- zondag 25 juli (54 km)

| №      | Naam            | Land | Tijd     | Verschil |
| ------ | --------------- | ---- | -------- | -------- |
| Goud   | Blaža Klemenčič | SLO  | 02.31.01 | —        |
| Zilver | Sandra Klose    | GER  |          | +01.50   |
| Brons  | Ilona Bublova   | CZE  |          | +06.26   |

## Four Cross

### Mannen (Elite)
- vrijdag 30 juli

| №      | Naam              | Land | Tijd | Verschil |
| ------ | ----------------- | ---- | ---- | -------- |
| Goud   | Michal Prokop     | CZE  |      | —        |
| Zilver | Lukas Tamme       | CZE  |      | —        |
| Brons  | Leiv Ove Nordmark | NOR  |      | —        |

### Vrouwen (Elite)
- vrijdag 30 juli

| №      | Naam                   | Land | Tijd | Verschil |
| ------ | ---------------------- | ---- | ---- | -------- |
| Goud   | Anne-Caroline Chausson | FRA  |      | —        |
| Zilver | Jana Horáková          | CZE  |      | —        |
| Brons  | Laëtitia Le Corguillé  | FRA  |      | —        |

## Downhill

### Mannen (Elite)
- zaterdag 31 juli

| №      | Naam             | Land | Tijd     | Verschil |
| ------ | ---------------- | ---- | -------- | -------- |
| Goud   | Steve Peat       | GBR  | 02:26.22 | —        |
| Zilver | Fabien Barel     | FRA  |          | +07.04   |
| Brons  | Julien Camellini | FRA  |          | +07.49   |

### Mannen (U21)
- zaterdag 31 juli

| №      | Naam                   | Land | Tijd     | Verschil |
| ------ | ---------------------- | ---- | -------- | -------- |
| Goud   | Florent Payet          | FRA  | 02:46.44 | —        |
| Zilver | Romain Saladini        | FRA  |          | +02.79   |
| Brons  | Pierre-Charles Georges | FRA  |          | +02.84   |

### Vrouwen (Elite)
- zaterdag 31 juli

| №      | Naam                   | Land | Tijd     | Verschil |
| ------ | ---------------------- | ---- | -------- | -------- |
| Goud   | Anne-Caroline Chausson | FRA  | 02:56.59 | —        |
| Zilver | Marielle Saner         | SUI  |          | +10.41   |
| Brons  | Tracy Moseley          | GBR  |          | +11.91   |

### Vrouwen (U21)
- zaterdag 31 juli

| №      | Naam                  | Land | Tijd     | Verschil |
| ------ | --------------------- | ---- | -------- | -------- |
| Goud   | Emmeline Ragot        | FRA  | 03:10.07 | —        |
| Zilver | Audrey Le Corguillé   | FRA  |          | +09.70   |
| Brons  | Laëtitia Le Corguillé | FRA  |          | +12.19   |

## Cross Country

### Mannen (U21)
- zaterdag 31 juli (alleen top-15 vermeld)

| №      | Naam               | Land | Tijd     | Verschil |
| ------ | ------------------ | ---- | -------- | -------- |
| Goud   | Nino Schurter      | SUI  | 01:17:47 | —        |
| Zilver | Lukas Hanus        | SVK  |          | +02:01   |
| Brons  | Hans Becking       | NED  |          | +02:27   |
| 4      | Stéphane Tempier   | FRA  |          | +03:05   |
| 5      | Yannick Bernasconi | SUI  |          | +03:40   |
| 6      | Maxime Marotte     | FRA  |          | +03:59   |
| 7      | Pawel Szpila       | POL  |          | +04:39   |
| 8      | Miguel Valles      | ESP  |          | +04:53   |
| 9      | Anders Hovdens     | NOR  |          | +05:02   |
| 10     | Daniel Schulz      | SUI  |          | +05:13   |
| 11     | Andi Weinhold      | GER  |          | +05:29   |
| 12     | Jan Skarnitzl      | CZE  |          | +06:00   |
| 13     | Björn Brems        | BEL  |          | +06:11   |
| 14     | Fabian Giger       | SUI  |          | +06:40   |
| 15     | Benjamin Giraud    | FRA  |          | +06:43   |

### Mannen (U23)
- zaterdag 31 juli (alleen top-15 vermeld)

| №      | Naam                | Land | Tijd     | Verschil |
| ------ | ------------------- | ---- | -------- | -------- |
| Goud   | Manuel Fumic        | GER  | 01:47:00 | —        |
| Zilver | Iñaki Lejarreta     | ESP  |          | +01:53   |
| Brons  | Florian Vogel       | SUI  |          | +02:12   |
| 4      | Frank Lehmann       | GER  |          | +04:10   |
| 5      | Pavel Boudny        | CZE  |          | +04:48   |
| 6      | Jakob Fuglsang      | DEN  |          | +05:28   |
| 7      | Lukas Flückiger     | SUI  |          | +05:49   |
| 8      | Max Till            | SUI  |          | +05:49   |
| 9      | Ruben Ruzafa        | ESP  |          | +06:17   |
| 10     | Aleksandr Yakymenko | UKR  |          | +06:31   |
| 11     | Miha Solar          | SLO  |          | +06:45   |
| 12     | Benjamin Rüdiger    | GER  |          | +07:09   |
| 13     | Johannes Sickmüller | GER  |          | +07:44   |
| 14     | Piotr Formicki      | POL  |          | +08:38   |
| 15     | Emil Lindgren       | SWE  |          | +09:08   |

### Mannen (Elite)
- zondag 1 augustus (alleen top-25 vermeld)

| №      | Naam                 | Land | Tijd     | Verschil |
| ------ | -------------------- | ---- | -------- | -------- |
| Goud   | José Antonio Hermida | ESP  | 02:07:03 | —        |
| Zilver | Lado Fumic           | GER  |          | +02:51   |
| Brons  | Ralph Näf            | SUI  |          | +03:18   |
| 4      | Miguel Martinez      | FRA  |          | +04:02   |
| 5      | Julien Absalon       | FRA  |          | +06:15   |
| 6      | Bart Brentjens       | NED  |          | +06:37   |
| 7      | Martino Fruet        | ITA  |          | +07:04   |
| 8      | Christoph Soukop     | AUT  |          | +07:13   |
| 9      | Igor Bogdan          | UKR  |          | +07:29   |
| 10     | Karl Platt           | GER  |          | +07:41   |
| 11     | Roman Rametsteiner   | AUT  |          | +07:53   |
| 12     | Erwin Bakker         | NED  |          | +07:59   |
| 13     | Silvio Bundi         | SUI  |          | +08:07   |
| 14     | Martin Kraler        | AUT  |          | +08:20   |
| 15     | Nicolas Filippi      | FRA  |          | +08:38   |
| 16     | Thijs Al             | NED  |          | +09:10   |
| 17     | Mirko Pirazzoli      | ITA  |          | +09:45   |
| 18     | Bas Peters           | NED  |          | +010:06  |
| 19     | Christof Bischof     | SUI  |          | +010:15  |
| 20     | Michael Weiss        | AUT  |          | +010:31  |
| 21     | Cédric Ravanel       | FRA  |          | +010:52  |
| 22     | Massimo Debertolis   | ITA  |          | +010:52  |
| 23     | Milan Spesny         | CZE  |          | +011:21  |
| 24     | Jochen Käss          | GER  |          | +011:33  |
| 25     | Sergiy Rysenko       | UKR  |          | +011:38  |

### Vrouwen (U21)
- zaterdag 31 juli (alleen toptien vermeld)

| №      | Naam                  | Land | Tijd     | Verschil |
| ------ | --------------------- | ---- | -------- | -------- |
| Goud   | Emilie Siegenthaler   | SUI  | 01:20:35 | —        |
| Zilver | Terza Hurikova        | CZE  |          | +01:17   |
| Brons  | Nathalie Schneitter   | SUI  |          | +02:03   |
| 4      | Aleksandra Dawidowicz | POL  |          | +02:41   |
| 5      | Gudrun Stark          | GER  |          | +04:40   |
| 6      | Laura Metzler         | FRA  |          | +04:53   |
| 7      | Katarina Uhlariková   | SVK  |          | +05:50   |
| 8      | Hanna Israel          | FRA  |          | +08:00   |
| 9      | Marlena Pyrgies       | POL  |          | +010:33  |
| 10     | Lenka Ochmannová      | CZE  |          | +010:50  |

### Vrouwen (Elite)
- zondag 1 augustus (alleen top-15 vermeld)

| №      | Naam               | Land | Tijd     | Verschil |
| ------ | ------------------ | ---- | -------- | -------- |
| Goud   | Gunn-Rita Dahle    | NOR  | 01:35:41 | —        |
| Zilver | Maja Włoszczowska  | POL  |          | +04:25   |
| Brons  | Sabine Spitz       | GER  |          | +04:57   |
| 4      | Ivonne Kraft       | GER  |          | +05:37   |
| 5      | Irina Kalentjeva   | RUS  |          | +06:34   |
| 6      | Paola Pezzo        | ITA  |          | +07:14   |
| 7      | Magdalena Sadlecka | POL  |          | +07:31   |
| 8      | Anna Szafraniec    | POL  |          | +07:37   |
| 9      | Petra Henzi        | SUI  |          | +08:14   |
| 10     | Maroussia Rusca    | SUI  |          | +08:39   |
| 11     | Andrea Huser       | SUI  |          | +09:44   |
| 12     | Nina Göhl          | GER  |          | +010:53  |
| 13     | Bärbel Jungmaier   | AUT  |          | +010:56  |
| 14     | Margarita Fullana  | ESP  |          | +011:39  |
| 15     | Janka Stevková     | SVK  |          | +012:20  |

### Teamestafette
- donderdag 29 juli (4x6.5 km)

| №      | Naam                                                                 | Land | Tijd     | Verschil |
| ------ | -------------------------------------------------------------------- | ---- | -------- | -------- |
| Goud   | Ralph Näf Nino Schurter Petra Henzi Florian Vogel                    | SUI  | 01:25.42 | —        |
| Zilver | Ivonne Kraft Moritz Milatz Stefan Sahm Andi Weinhold                 | GER  |          | +01.05   |
| Brons  | Iñaki Lejarreta Miguel Valles Margarita Fullana José Antonio Hermida | ESP  |          | +01.35   |
| 4      | Alexander Wetterhall Maria Östergren Philip Tavell Emil Lindgren     | SWE  |          | +02.01   |
| 5      | Yannick Rannou Cédric Ravanel Cécile Rode Stéphane Tempier           | FRA  |          | +04.47   |
| 6      | Robert Vrečer Nina Homovec Miha Solar Luka Kodra                     | SLO  |          | +05.34   |
| 7      | Ivan Seledkov Valentina Pazitova Evgueni Petchenine Denis Voronts    | RUS  |          | +05.36   |

## Medaillespiegel
| Plaats | Land                | Goud | Zilver | Brons | Totaal |
| 1      | Frankrijk           | 7    | 4      | 5     | 16     |
| 2      | Zwitserland         | 3    | 1      | 3     | 7      |
| 3      | Duitsland           | 1    | 3      | 1     | 5      |
| 3      | Tsjechië            | 1    | 3      | 1     | 5      |
| 5      | Verenigd Koninkrijk | 1    | 1      | 1     | 3      |
| 5      | Spanje              | 1    | 1      | 1     | 3      |
| 7      | Noorwegen           | 1    | 0      | 1     | 2      |
| 8      | Slovenië            | 1    | 0      | 0     | 1      |
| 9      | Italië              | 0    | 1      | 0     | 1      |
| 9      | Polen               | 0    | 1      | 0     | 1      |
| 9      | Slowakije           | 0    | 1      | 0     | 1      |
| 12     | België              | 0    | 0      | 1     | 1      |
| 12     | Nederland           | 0    | 0      | 1     | 1      |
| Totaal | Totaal              | 16   | 16     | 16    | 48     |

1989 · 
1990 ·
1991 · 
1992 ·
1993 ·
1994 ·
1995 ·
1996 ·
1997 ·
1998 ·
1999 ·
2000 ·
2001 ·
2002 ·
2003 ·
2004 ·
2005 ·
2006 ·
2007 ·
2008 ·
2009 ·
2010 ·
2011 ·
2012 ·
2013 ·
2014 ·
2015 ·
2016 ·
2017 ·
2018 ·
2019 ·
2020 ·
2021 ·
2022 ·
2023